# Fotók (Apple)
A Fotók az Apple képtároló, -szerkesztő és -megosztó alkalmazása, amely OS X és iOS operációs rendszereken futtatható, az iPhoto utódja. Az OS X változat a 2015. április 8-i rendszerfrissítés óta érhető el.

## iOS verzió
Az iPod Photo 2004-es bemutatója óta fejleszti az Apple a később iOS néven emlegetett eszközök képkezelő alkalmazását. Ez az iPod Photo esetében még az operációs rendszer elválaszthatatlan része volt, az iPhone 2007-es debütálásakor lett önálló alkalmazássá. Az iOS 7-ben új ikont és feladatot kapott az alkalmazás. Addig az iOS eszközön levő képek tárolása volt a fő feladat, illetve a tárolt képek megosztása más alkalmazásokkal. Az iOS Fotók viszont az iOS iPhoto helyére szánták és az iOS 8 telepítésekor az iPhoto el is tűnt a készülékekről.
Az iPhone és iPad verzió, eltérő fizikai méretekből adódóan, némiképp eltér egymástól, egyes funkciók az iPhone-ról nem érhetők el.

## OS X verzió
Az Apple a 2014 nyári fejlesztői konferenciáján jelentette be, hogy befejezi az iPhoto és az Aperture alkalmazások fejlesztését, a két alkalmazást a Fotók váltja majd fel.Az Apple számítógépeken futó Fotók 2015. február 5-én vált elérhető a Yosemite operációs rendszer 10.10.3 (béta) frissítésével.

## Az OS X verzió jellemzői
A Fotók kevesebbet tud, mint a szintén mindenki számára készült iPhoto és jóval kevesebbet, mint a professzionális felhasználóknak fejlesztett Apple Aperture.
A képeket az iPhoto-ban Események szerint is lehetett csoportosítani, a Fotók az iPhoto Eseményeit egyszerű albumokká konvertálja át. Az iPhoto-s Arcfelismerés változatlanul megtalálható a Fotókban. Az iPhoto-ban a képek metaadat-ában lévő GPS adatokból az összes fényképet térképre tehettük, a Fotók erre csak éves bontásban képes. Az iPhoto az összes képet Eseményenként tagolva mutatta, míg a Fotók dátum szerint összegzi.
Az iPhoto-ban lehetett képeket mozgatni az Események között, az Események teljesen szerkeszthetőek voltak, addig a Fotók önkényesen csoportosítja a képeket. Az iPhoto-ban használt Értékelést (csillagozás, rating) és a Zászlós megjelölést a Fotók kulcsszavakká módosítja. Ugyanakkor a Fotókban megjelent a Kedvenc jelölési lehetőség.
A Fotók alapvetően kulcsszavakra épül, az iPhoto a kulcsszavakat háttérbe téve kínált felhasználóbarátabb felületet.

### A képszerkesztési eszközök
Képszerkesztési eszközökben nincs különbség az előd iPhoto és a Fotók közt. Az Aperture kínálta lehetőségekhez képest viszont a Fotók szerény tudású.

### A képek megosztása
A képek megosztásában sincs jelentős különbség a két alkalmazás között. Azzal, hogy a Fotók az OS X rendszerszintű megosztási szolgáltatását kínálja, több lehetőséget ad, mint az iPhoto. Képet Fotókból csak olyan közösségi felületen tudunk megosztani, amely erre nyitott. Direkt módon elérhető a Facebook, a Flickr, a Twitter vagy a LinkedIn, a lista az OS Rendszerbeállítások/Kiterjesztések/Megosztás paneljén bővíthető, például Pinterest vagy Snapchat publikálást segítő modullal.
Az alkalmazásból történő azonnali nyomdai munka rendelése – fényképalbum, meghívó... – változatlanul nem érhető el Magyarországról.

### Fotók és az iCloud
Az iCloud az Apple felhő alapú tár- és alkalmazás-szolgáltatása. Korábban az azonos Apple ID-vel azonosított eszközök által készült maximum ezer fénykép került be a felhőbe, mindig a legfrissebbek. Nehéz feladat volt az eszközökön végzett képmódosítások vissza-megosztása, a valódi és teljes körű fénykép-szinkronizáció.
Az iCloud-fotókönyvtár használatának engedélyezése esetén a Fotók az összes fényképet feltölti az Apple felhőbe. A Fotóadatfolyam engedélyezésével szinkronizálható a többi eszközzel (Mac, iPhone, iPad vagy Apple Watch) az adott eszközön lévő teljes képállomány – ekkor a képek nem kerülnek be az iCloud-fotókönyvtárba. Végül létrehozhatunk olyan netes képmegosztást is közvetlenül Fotókból, amelyhez csak mail-címükkel azonosítottak férnek hozzá, ez az iCloud-fotómegosztás.
Az összes fénykép felhőben történő tárolása esetén az Apple ID-hez ingyen adott 5GB tárhely várhatóan kevés lesz – ezen a helyen osztoznak a képek a dokumentumokkal, levelekkel, iOS eszközök adatmentéseivel. A tárhely akár 1TB-ig is növelhető éves díj fejében.